# Le pagine della nostra vita (romanzo)
Le pagine della nostra vita (The Notebook) è un romanzo dello scrittore statunitense Nicholas Sparks, pubblicato in Italia nel 1996 dall'editore Frassinelli. Nel 2004 è stato realizzato l'adattamento cinematografico del libro, diretto da Nick Cassavetes ed interpretato da Ryan Gosling e Rachel McAdams, nei ruoli dei protagonisti Noah ed Allie.

## Trama
Il romanzo è strutturato all'interno di una cornice narrativa, dove il narratore racconta a  una donna malata di Alzheimer. 
La storia comincia nell'estate del 1940, durante il Neuse River Festival: due giovani ragazzi, Noah Calhoun, un semplice operaio nella segheria di paese, ed Allie Nelson, ricca ragazza di città, si conoscono casualmente. Malgrado appartengano a due ceti sociali differenti, fra i due giovani scoppia un amore intenso ed appassionato. Trascorreranno insieme tre settimane, condividendo i loro sogni nella grande casa che il ragazzo vorrebbe comprare. Tuttavia, la loro storia è destinata a finire. Infatti, Allie deve piegarsi al volere della sua famiglia e partire da New Bern. In seguito Noah scrive alla giovane delle lettere d'amore, senza mai ottenere risposta; dopo due anni di silenzio decide di scriverne un'ultima cercando di seppellire quel forte sentimento che lo lega alla ragazza, pensando che ormai lei l'abbia dimenticato da tempo. Allie in realtà è assolutamente ignara del fatto che la madre le nasconda le lettere di Noah, e a sua volta è convinta che il ragazzo l'abbia dimenticata, dato che non le ha mai scritto come promesso.
Con lo scoppio della seconda guerra mondiale, Noah si arruola nell'esercito ed Allie diventa un'infermiera. Nel frattempo, la giovane conosce l'avvocato Lon Hammond Jr, appartenente ad una facoltosa famiglia, e affascinata dall'uomo, accetta la sua proposta di matrimonio. Noah, al ritorno dalla guerra, decide di acquistare e ristrutturare la grande casa colonica vicino al fiume Brices Creek, come aveva sempre desiderato. L'unico rammarico nella realizzazione del suo sogno è l'assenza di Allie, la ragazza che non ha mai smesso di amare, nonostante abbia frequentato altre donne. Il ragazzo, dopo un lungo ed estenuante lavoro, riesce a ristrutturare la casa facendola tornare ai vecchi splendori. La sua fatica riscuote l'ammirazione della gente, tanto che un cronista di un giornale locale elogia il lavoro e lo splendore del restauro svolto da Noah.
Per Allie fervono i preparativi delle nozze, ma un giorno, casualmente, la ragazza legge l'articolo di giornale che parla di Noah e questo è sufficiente a scombussolare tutta la sua vita; sembra che il legame che la univa al giovane non si sia mai spezzato. Decide così di tornare a New Bern per capire se il matrimonio con Lon sia la scelta giusta. Allie e Noah si rivedono dopo molti anni ed inevitabilmente fra i due scoppia nuovamente la passione. Allie si ritrova così a dover compiere una scelta definitiva: mantenere la promessa fatta a Lon o tornare dal suo grande amore. Alla fine, dopo essersi resa conto di non voler trascorrere il resto della vita senza Noah, Allie decide di rimanere con lui.
Al termine del racconto, la donna anziana capisce di essere lei Allie, e che l'uomo che gliel'ha raccontata è suo marito Noah. I due si erano ripromessi di ripercorrere le pagine della loro vita per vincere la malattia, anche solo per pochi istanti, e tornare ancora una volta l'una dall'altro.

## Sequel
Nel 2003 è stato pubblicato Come la prima volta (The wedding), sequel del romanzo con protagonista Jane Calhoun, la figlia di Noah e Allie. 

## Adattamento cinematografico
Dal romanzo sono stati tratti due adattamenti cinematografici:
- Le pagine della nostra vita (2004), diretto da Nick Cassavetes con protagonisti Ryan Gosling e Rachel McAdams. Il personaggio di Lon è interpretato da James Marsden, che dieci anni più tardi interpreterà il protagonista maschile, Dawson Cole, in un altro adattamento di un romanzo di Sparks, The Best of Me - Il meglio di me.
- Zindagi Tere Naam (2012), film di produzione indiana liberamente ispirato al romanzo.

## Edizioni
- Nicholas Sparks, Le pagine della nostra vita, Collana I Blu, Frassinelli, 1996,  p. 182, ISBN 88-7684-415-5.